# Belidae
Die Belidae sind eine Familie der Rüsselkäfer (Überfamilie Curculionoidea). Die Familie umfasst 348 beschriebene Arten in 55 Gattungen (ohne nur fossil bekannte). Ihr Verbreitungszentrum liegt in Australien und in Südamerika sowie auf den pazifischen Inseln.

## Merkmale
Die Belidae gehören zu den morphologisch ursprünglicheren Rüsselkäferfamilien mit geraden, nicht geknieten Fühlern („Orthoceri“). Die Körpergestalt ist zwischen den beiden Unterfamilien sehr verschieden und auch innerhalb sehr verschiedengestaltig. Die Belinae sind langgestreckte, walzliche Käfer, die Oxycoryninae meist abgeplattet. Einige Arten besitzen auffallende, nach hinten in Spitzen ausgezogene oder bedornte Flügeldecken. Einige australische Arten ahmen in der Körpergestalt giftige Rotdeckenkäfer der Gattung Metriorhynchus nach, südamerikanische Arten der Gattung Homalocerus weisen Zeichnungsmuster auf, die an giftige Lampyridae erinnern (Bates’sche Mimikry). Die verschiedenen Gruppen, die früher auf drei (oder sogar vier) eigene Familien verteilt wurden, werden nur durch wenige autapomorphe Merkmale zusammengehalten. Die Monophylie der Familie beruht in erster Linie auf Merkmalen der Larven. Bei den Käfern selbst ist auf der Unterseite des Kopfes ein dreieckiger, von zwei Nähten eingefasster Sklerit, die „Gula“, kennzeichnend. Eine Gula ist bei vielen Käferfamilien mit vorgestreckten Kopf vorhanden (plesiomorphes Merkmal), bei fast allen anderen Rüsselkäfern (mit Ausnahme einiger Nemonychidae) ist sie entweder ins Kopfinnere verlagert, so dass äußerlich nur eine Naht erkennbar ist, oder sogar ganz verschmolzen. Weitere plesiomorphe Merkmale sind der Besitz von zwei Spornen an Mittel- und Hinterschienen, teilweise auch an den Vorderschienen, und fünf freie, unverschmolzene Bauchplatten (Sternite) etwa gleicher Länge am Hinterleib. Im Gegensatz zu den Nemonychidae und Anthribidae besitzen sie aber kein freies Labrum an der Rüsselspitze. An den Schienen (Tibien) der Vorderbeine sitzt immer eine charakteristische Furche oder Einsenkung mit Besatz von steifen Borsten, die als Antennen-Putzeinrichtung dient. Es kommen Arten mit mäßig langem und dünnen, gebogenen Rüssel vor, bei anderen ist dieser stark verkürzt und kaum erkennbar (Tribus Aglycyderini). Die Fühler sitzen an der Rüsselbasis oder der Rüsselmitte an. Die Antennen tragen bei den Belinae keine Keule, oder diese ist lose gegliedert und kaum von der Fühlergeißel abgesetzt. Die Oxycoryninae besitzen hingegen eine deutliche und kompakte Keule mit zwei verschmolzenen Gliedern. Die Augen ragen bei allen Arten halbkugelig aus der Kopfkontur vor. Die Stirn zwischen ihnen ist meist von Rüsselbreite.

## Larven
Die Larven der Belidae sind typische Rüsselkäferlarven, die mit Ausnahme der Kopfkapsel kaum sklerotisiert und weichhäutig, meist weiß gefärbt und geringelt sind. Sie sind in der Regel bauchwärts C-förmig eingekrümmt und beinlos. Die Larven sind in der Regel stärker beborstet als diejenigen der Curculionidae. Besonderheiten der Familie sind u. a.: Der Kopf ist permanent etwas in den Rumpf zurückgezogen. Die Antennen sind kurz und unsklerotisiert, sie wirken durch eine rückziehbare Membran zweiteilig. Am Labrum sitzen außen zwei stark sklerotisierte Leisten. An der sklerotisierten Kopfkapsel sind die Frontalnähte zurückgebildet. Bei den Belinae ist der Hinterrand des Pronotum erweitert und nach hinten ausgezogen.

## Lebensweise
Die meisten Belidae leben als Larven im Inneren von kränkelnden oder abgestorbenen Zweigen von Holzgewächsen. Die meisten ursprünglicheren Arten sind dabei an Nadelbäume gebunden. In Australien kommen die meisten Arten der Unterfamilie Belinae stattdessen an (echten) Akazien (Gattung Acacia) vor. Viele südamerikanische Arten sollen an Farne gebunden sein. Andere leben in Zapfen von Araukarien.
Abweichungen von dieser verbreitetsten Lebensweise sind nicht selten. Die südamerikanischen Oxycoryninae leben ausschließlich in den Blütenständen (Infloreszenzen) von parasitischen Blütenpflanzen der Familien Hydnoraceae und Balanophoraceae, wobei sie die eigentlichen Blüten und Samenanlagen verschonen. Die befallenen Arten parasitieren unterirdisch auf Wurzeln, so dass der Blütenstand der einzige oberirdische Pflanzenteil ist. Die Gattung Proterhinus lebt auf Hawaii und einigen anderen pazifischen Inseln, wobei auf Hawaii eine bemerkenswerte Radiation mit über 130 Arten, von denen viele auf einzelnen Inseln endemisch sind, stattgefunden hat. Die Arten leben meist unter Rinde einer Vielzahl von Pflanzenarten, einige sind sogar Blatt-Minierer. Die auf den Kanarischen Inseln und inselförmig in Marokko verbreitete Art Aglycyderes setifer bohrt in abgestorbenen Zweigen von Wolfsmilch (Gattung Euphorbia).
Bekannt geworden sind besonders einige süd- und mittelamerikanische Arten, die an Palmfarne gebunden sind. Zwei Arten der Gattung Rhopalotria sind jeweils monophag an einer Palmfarnart der Gattung Zamia verbreitet, eine dieser Arten kommt bis in den Süden der USA (Florida) vor. Die Rüsselkäfer suchen Blütenkätzchen (Strobili) auf, wobei sie nur frisch entwickelnde annehmen, die sich durch das schnelle Wachstum durch Wärmeentwicklung auszeichnen. Die Käfer kämpfen um den Zugang und besitzen dafür speziell umgebildete Vorderbeine. Beim Flug von einem Kätzchen zum nächsten transportieren sie Pollen auf der Körperoberfläche, der die Pflanze befruchtet. Die Weibchen legen Eier in eine ausgefressene Nische eines männlichen Kätzchens, die Larve entwickelt sich in dessen Inneren. Der Palmfarn ist zur Bestäubung auf die Käfer angewiesen, Windbestäubung findet nicht statt.

## Systematik
Die Familie Belidae in der jetzigen Abgrenzung ist endgültig erst 2004 von Adriana Marvaldi etabliert worden, wird aber heute weithin so akzeptiert. Die meisten älteren Autoren verstanden unter diesem Namen die heutige Unterfamilie Belinae. Die Arten der Unterfamilie Oxycoryninae wurden je nach Autor, als eigenständige Familien Oxycorynidae, Aglycyderidae und Proterhinidae, aufgefasst. Später haben kladistische Analysen auf Basis der Morphologie von Larven und Imagines sowie molekulare Stammbäume ihre Zusammengehörigkeit erwiesen. Ihre Stellung innerhalb der Überfamilie Curculionoidea ist relativ basal. Sie gelten als Schwestergruppe aller Rüsselkäfer, mit Ausnahme der Nemonychidae und der Anthribidae, zusammengenommen.
Die Familie wird in zwei Unterfamilien gegliedert:
- Unterfamilie Belinae
- Unterfamilie Oxycoryninae.

## Verbreitung
Mit wenigen Ausnahmen sind die Belidae auf die Südhalbkugel beschränkt. Die meisten Arten sind in Australien und den pazifischen Inseln, z. B. Neuseeland, Neuguinea und Hawaii, verbreitet, viele kommen daneben in Südamerika vor. Die Belinae sind in ihrer Verbreitung auf diese Regionen beschränkt. Die Oxycoryninae zeigen im Wesentlichen die gleiche Verbreitung, sind aber an einigen Stellen etwas weiter verbreitet. Die durch die eigentümliche, abgewandelte Morphologie ausgezeichneten Aglycyderini (früher sogar als eigene Unterfamilie oder sogar Familie betrachtet) treten völlig voneinander isoliert auf drei Inseln/Inselgruppen auf: den Kanarischen Inseln, Hawaii und Neuseeland/Neukaledonien. Solche aufgesplitterten (disjunkten) Areale gelten als typisch für Reliktgruppen, die einstmals weit verbreitet waren. Zwei Gattungen (Afrocorynus und Hispodes) leben in Südafrika.

## Fossilien
Wie bei den meisten altertümlichen, vor allem durch plesiomorphe Merkmale gekennzeichneten Familien ist die sichere Zuordnung von fossilen Arten zu der Familie schwierig. Früher wurde die ausgestorbene Unterfamilie Eobelinae als Stammgruppe der Belidae aufgefasst. Heute gelten die Eobelinae als Vertreter der noch ursprünglicheren Familie Nemonychidae. Einige Arten wurden aber von den Eobelinae abgetrennt und bei den Belidae belassen, diese Zuordnung ist aber unsicher. Fossile Vertreter der Familie sollen aus dem Jura, aus der Lagerstätte Karatau in Kasachstan und der Kreide, aus der Lagerstätte Montsec in Spanien vorliegen. In Bernstein sind sie offenbar selten. Eine Art wurde aus kreidezeitlichem Bernstein aus Frankreich beschrieben.